# Észtország a 2018. évi téli olimpiai játékokon
Észtország a dél-koreai Phjongcshangban megrendezett 2018. évi téli olimpiai játékok egyik részt vevő nemzete volt. Az országot az olimpián 6 sportágban 22 sportoló képviselte, akik érmet nem szereztek.

## Alpesisí
Férfi
| Versenyző    | Versenyszám      | 1. futam      | 1. futam      | 2. futam | 2. futam | Összesítés | Összesítés |
| Versenyző    | Versenyszám      | Idő           | Hely.         | Idő      | Hely.    | Idő        | Helyezés   |
| ------------ | ---------------- | ------------- | ------------- | -------- | -------- | ---------- | ---------- |
| Tormis Laine | Óriás-műlesiklás | 1:15,70       | 50            | 1:15,18  | 39       | 2:30,88    | 40.        |
| Tormis Laine | Műlesiklás       | nem ért célba | nem ért célba | kiesett  | kiesett  | kiesett    | kiesett    |

Női
| Versenyző         | Versenyszám      | 1. futam      | 1. futam      | 2. futam | 2. futam | Összesítés | Összesítés |
| Versenyző         | Versenyszám      | Idő           | Hely.         | Idő      | Hely.    | Idő        | Helyezés   |
| ----------------- | ---------------- | ------------- | ------------- | -------- | -------- | ---------- | ---------- |
| Anna Lotta Jõgeva | Óriás-műlesiklás | nem ért célba | nem ért célba | kiesett  | kiesett  | kiesett    | kiesett    |
| Anna Lotta Jõgeva | Műlesiklás       | 1:00,90       | 52            | 59,61    | 49       | 2:00,51    | 48.        |

## Biatlon
Férfi
| Versenyző                                          | Versenyszám            | Időeredmény | Lövőhiba    | Helyezés |
| -------------------------------------------------- | ---------------------- | ----------- | ----------- | -------- |
| Kalev Ermits                                       | 10 km sprint           | 25:07,2     | 2 (2+0)     | 36.      |
| Kalev Ermits                                       | 12,5 km üldözőverseny  | 37:43,0     | 6 (1+3+0+2) | 41.      |
| Kalev Ermits                                       | 20 km egyéni indításos | 51:43,6     | 2 (1+0+1+0) | 32.      |
| Kauri Kõiv                                         | 10 km sprint           | 26:23,3     | 3 (2+1)     | 76.      |
| Kauri Kõiv                                         | 20 km egyéni indításos | 54:36,4     | 3 (0+0+0+3) | 68.      |
| Roland Lessing                                     | 10 km sprint           | 25:19,7     | 2 (1+1)     | 41.      |
| Roland Lessing                                     | 12,5 km üldözőverseny  | 38:54,4     | 7 (2+1+3+1) | 53.      |
| Roland Lessing                                     | 20 km egyéni indításos | 54:46,0     | 4 (0+1+2+1) | 70.      |
| Rene Zahkna                                        | 10 km sprint           | 26:19,9     | 3 (1+2)     | 75.      |
| Rene Zahkna                                        | 20 km egyéni indításos | 54:20,1     | 4 (1+1+1+1) | 65.      |
| Rene Zahkna Kalev Ermits Roland Lessing Kauri Kõiv | 4 × 7,5 km váltó       | 1:22:26,4   | 18 (3+15)   | 13.      |

Női
| Versenyző        | Versenyszám            | Időeredmény | Lövőhiba    | Helyezés |
| ---------------- | ---------------------- | ----------- | ----------- | -------- |
| Johanna Talihärm | 7,5 km sprint          | 22:27,0     | 1 (0+1)     | 22.      |
| Johanna Talihärm | 10 km üldözőverseny    | 33:34,7     | 4 (0+1+2+1) | 26.      |
| Johanna Talihärm | 15 km egyéni indításos | 46:44,0     | 3 (1+2+0+0) | 50.      |

## Északi összetett
| Versenyző           | Versenyszám        | Síugrás | Síugrás | Síugrás | Síugrás    | Sífutás | Összesítés | Összesítés |
| Versenyző           | Versenyszám        | Táv     | Pont    | Hely.   | Időhátrány | Idő     | Idő        | Helyezés   |
| ------------------- | ------------------ | ------- | ------- | ------- | ---------- | ------- | ---------- | ---------- |
| Kristjan Ilves      | Normálsánc + 10 km | 104,0   | 112,8   | 9.      | +1:11      | 25:52,3 | 27:03,3    | 16.        |
| Kristjan Ilves      | Nagysánc + 10 km   | 123,5   | 114,0   | 16.     | +1:40      | 25:28,3 | 27:08,3    | 28.        |
| Karl-August Tiirmaa | Normálsánc + 10 km | 87,0    | 68,9    | 43.     | +4:07      | 25:58,2 | 30:05,2    | 43.        |
| Karl-August Tiirmaa | Nagysánc + 10 km   | 116,0   | 89,3    | 34.     | +3:18      | 26:44,0 | 30:02,0    | 45.        |

## Gyorskorcsolya
Férfi
| Versenyző   | Versenyszám | Eredmény | Helyezés |
| ----------- | ----------- | -------- | -------- |
| Marten Liiv | 1000 m      | 1:09,75  | 18.      |
| Marten Liiv | 1500 m      | 1:50,23  | 33.      |

Tömegrajtos
| Versenyző      | Versenyszám | Elődöntő | Elődöntő | Elődöntő | Döntő | Döntő   | Döntő    |
| Versenyző      | Versenyszám | Pont     | Idő      | Hely.    | Pont  | Idő     | Helyezés |
| -------------- | ----------- | -------- | -------- | -------- | ----- | ------- | -------- |
| Saskia Alusalu | Női         | 3        | 8:35,59  | 7.       | 15    | 8:47,46 | 4.       |

## Sífutás
Távolsági
Férfi
| Versenyző                                              | Versenyszám     | Klasszikus      | Klasszikus      | Szabad          | Szabad          | Összesen        | Összesen        |
| Versenyző                                              | Versenyszám     | Idő             | Hely.           | Idő             | Hely.           | Idő             | Helyezés        |
| ------------------------------------------------------ | --------------- | --------------- | --------------- | --------------- | --------------- | --------------- | --------------- |
| Algo Kärp                                              | 50 km           |                 |                 |                 |                 | utólag kizárták | utólag kizárták |
| Raido Ränkel                                           | 15 km           |                 |                 |                 |                 | 37:21,9         | 55.             |
| Karel Tammjärv                                         | 15 km           |                 |                 |                 |                 | utólag kizárták | utólag kizárták |
| Karel Tammjärv                                         | 30 km           | utólag kizárták | utólag kizárták | utólag kizárták | utólag kizárták | utólag kizárták | utólag kizárták |
| Andreas Veerpalu                                       | 15 km           |                 |                 |                 |                 | utólag kizárták | utólag kizárták |
| Andreas Veerpalu                                       | 30 km           | utólag kizárták | utólag kizárták | utólag kizárták | utólag kizárták | utólag kizárták | utólag kizárták |
| Andreas Veerpalu                                       | 50 km           |                 |                 |                 |                 | utólag kizárták | utólag kizárták |
| Andreas Veerpalu Algo Kärp Karel Tammjärv Raido Ränkel | 4 × 10 km váltó |                 |                 |                 |                 | utólag kizárták | utólag kizárták |

Női
| Versenyző       | Versenyszám | Klasszikus | Klasszikus | Szabad  | Szabad | Összesen  | Összesen |
| Versenyző       | Versenyszám | Idő        | Hely.      | Idő     | Hely.  | Idő       | Helyezés |
| --------------- | ----------- | ---------- | ---------- | ------- | ------ | --------- | -------- |
| Tatjana Mannima | 10 km       |            |            |         |        | 28:37,0   | 50.      |
| Tatjana Mannima | 15 km       | 24:29,4    | 58         | 21:37,1 | 53.    | 46:41,7   | 56.      |
| Tatjana Mannima | 30 km       |            |            |         |        | 1:34:27,7 | 28.      |

Sprint
| Versenyző                 | Versenyszám         | Selejtező       | Selejtező       | Negyeddöntő | Negyeddöntő | Elődöntő        | Elődöntő        | Döntő   | Helyezés |
| Versenyző                 | Versenyszám         | Idő             | Hely.           | Idő         | Hely.       | Idő             | Hely.           | Idő     | Helyezés |
| ------------------------- | ------------------- | --------------- | --------------- | ----------- | ----------- | --------------- | --------------- | ------- | -------- |
| Marko Kilp                | Férfi egyéni sprint | 3:15,05         | 14.             | 3,12,00     | 4.          | kiesett         | kiesett         | kiesett | 17.      |
| Raido Ränkel              | Férfi egyéni sprint | 3:17,88         | 30.             | kiesett     | kiesett     | kiesett         | kiesett         | kiesett | 30.      |
| Karel Tammjärv            | Férfi egyéni sprint | utólag kizárták | utólag kizárták | kiesett     | kiesett     | kiesett         | kiesett         | kiesett | –        |
| Marko Kilp Karel Tammjärv | Férfi csapatsprint  |                 |                 |             |             | utólag kizárták | utólag kizárták | kiesett | –        |
| Tatjana Mannima           | Női egyéni sprint   | 3:28,57         | 39.             | kiesett     | kiesett     | kiesett         | kiesett         | kiesett | kiesett  |

## Síugrás
Férfi
| Versenyző     | Versenyszám | Selejtező | Selejtező | Selejtező | 1. ugrás | 1. ugrás | 1. ugrás | 2. ugrás | 2. ugrás | 2. ugrás | Összesítés | Összesítés |
| Versenyző     | Versenyszám | Táv       | Pont      | Hely.     | Táv      | Pont     | Hely.    | Táv      | Pont     | Hely.    | Pont       | Helyezés   |
| ------------- | ----------- | --------- | --------- | --------- | -------- | -------- | -------- | -------- | -------- | -------- | ---------- | ---------- |
| Artti Aigro   | Normálsánc  | 81,5      | 80,0      | 55.       | kiesett  | kiesett  | kiesett  | kiesett  | kiesett  | kiesett  | kiesett    | kiesett    |
| Artti Aigro   | Nagysánc    | 121,5     | 86,8      | 39.       | 107,0    | 79,4     | 48.      | kiesett  | kiesett  | kiesett  | kiesett    | kiesett    |
| Kevin Maltsev | Normálsánc  | 79,0      | 74,2      | 56.       | kiesett  | kiesett  | kiesett  | kiesett  | kiesett  | kiesett  | kiesett    | kiesett    |
| Kevin Maltsev | Nagysánc    | kizárták  | kizárták  | kizárták  | kiesett  | kiesett  | kiesett  | kiesett  | kiesett  | kiesett  | kiesett    | kiesett    |
| Martti Nõmme  | Normálsánc  | 87,0      | 88,2      | 48.       | 84,0     | 73,8     | 47.      | kiesett  | kiesett  | kiesett  | kiesett    | kiesett    |
| Martti Nõmme  | Nagysánc    | 114,0     | 77,2      | 44.       | 118,0    | 96,5     | 43.      | kiesett  | kiesett  | kiesett  | kiesett    | kiesett    |